# 2023年江西省南昌县重大交通事故
2023年江西省南昌县重大交通事故，官方命名为江西省南昌县“1·8”重大道路交通事故，是2023年1月8日0时49分许发生于中华人民共和国江西省南昌市南昌县幽兰镇S517连接线桃岭村路段的一起重大道路交通事故，目前已造成20人死亡、19人受伤。

## 经过
事发当时，当地村民由于火葬场排队，只能凌晨步行送殡，一辆装载砂石的重型半挂货车突然衝入人群，导致严重伤亡事故。该段三级公路全长约4.6公里，为沥青混凝土路面。但有当地人士表示，事發時当地可能有雾，路面能见度较低。

## 调查与整改
2023年1月12日，国务院安全生产委员会向江西省人民政府发出《重大生产安全事故查处挂牌督办通知书》。根据《重大事故查处挂牌督办办法》，国务院安委会决定对该起重大事故查处实行挂牌督办。
2023年12月9日，江西省政府事故调查组公布江西南昌“1·8”重大道路交通事故调查报告，並且认定交通事故是一起因货运驾驶人驾驶严重超限超载且超速行驶，路遇人群時未采取有效安全避让措施；同时开展丧事活动的人群占道而且烧纸钱、燃放爆竹形成烟雾，影响司機的行车视线。
2025年1月，江西省应急管理厅发布《江西南昌“1·8”重大道路交通事故整改和防范措施落实情况评估报告》。